# 湯澤奨平
湯澤 奨平（ゆざわ しょうへい、1988年8月22日 - ）は、日本の元ラグビー選手。現在ジャパンラグビーリーグワンの横浜キヤノンイーグルスの育成・普及担当を務めている。

## プロフィール
- 神奈川県川崎市出身。
- ポジションはロック(LO)。
- 身長 186 cm、体重 105 kg
- ニックネームはザワ、ゆってぃー、ヨネザワ[1]。

## 略歴
高校からラグビーを始めた。
2008年、生田高校卒業後、成城大学に入る。
2012年、成城大学卒業後、キヤノンイーグルスに加入。同年9月1日に行われたジャパンラグビートップリーグ第1節のNTTドコモレッドハリケーンズ戦に途中出場で公式戦初出場を果たす。
2020年、キヤノンイーグルスを退団した。